# Erick E
Erick Eerdhuizen (Ámsterdam, Holanda, 20 de septiembre de 1969), más conocido como Erick E es un DJ y productor neerlandés.

## Carrera
Erick E empezó su carrera como un DJ de estilo hip-hop, en el Prinsenhof (Zaandam). Gradualmente, Erick E fue enfocándose hacia el estilo house, y en 1995 se volvió DJ residente en el legendario RoXy nightclub en Ámsterdam. Su popularidad se incrementó rápidamente, y pronto recibió invitaciones a diferentes clubes y fiestas (tanto en Holanda como en otros países) como en Sensation White (2002, 2006 con Roog como Housequake, 2007), Innercity, The Mega Music Dance Experience, MTC, Mysteryland, Dance Valley, Wasteland, Chemistry y Hour Power.